# Liste nach Personen benannter Gerichte
Diese Liste enthält Speisen und Getränke, deren Namen auf wirkliche oder fiktive Personen zurückgehen.

## A
- Austern Rockefeller – John D. Rockefeller (1839–1937), amerikanischer Unternehmer

## B
- Battenbergkuchen – Adelsgeschlecht von Battenberg
- Béchamelsauce – Louis de Béchamel (1630–1703), französischer Bankier und Hofmeister von Ludwig XIV.; andere Herleitungen möglich
- Berner Würstel – Erich Berner senior, Koch aus Zell am See[1]
- Agnes-Bernauer-Torte – Agnes Bernauer (um 1410–1435), Geliebte des bayerischen Herzogs Albrecht III.
- Birne Helene – nach der Titelfigur von Jacques Offenbachs Operette „Die schöne Helena“
- Bismarckhering – Otto von Bismarck (1815–1898), deutscher Staatsmann
- Bismarck-Eiche – Otto von Bismarck
- Bloody Mary – Maria Tudor (1516–1558), englische Königin
- Bœuf Stroganoff – Grigorij Alexandrowitsch (1774–1857) oder Sergej Grigorjewitsch Stroganow (1794–1882), russische Adlige
- Borani – Boran von Persien († 631), persische Königin

## C
- Carpaccio – Vittore Carpaccio (1456–1526), italienischer Maler
- Caesar Salad – Cesare Cardini (1896–1956), italienischer Hotelier, Gastronom und Chefkoch in Mexiko
- Charlotte – Sophie Charlotte von Mecklenburg-Strelitz (1744–1818), Königin von Großbritannien
- Chateaubriand – François-René de Chateaubriand (1768–1848), französischer Schriftsteller
- Sauce Choron – Alexandre Étienne Choron (1837–1924), französischer Koch
- Sauce Colbert – Jean-Baptiste Colbert (1619–1683), französischer Staatsmann
- Consommé Lady Curzon – Mary Curzon, Baroness Curzon of Kedleston (1870–1906), Baroness und spätere Vizekönigin von Indien
- Cumberlandsauce – Ernst August von Hannover (1845–1923), Kronprinz von Hannover, Duke of Cumberland und Teviotdale

## D
- Dobostorte – József Dobos (1847–1924), ungarischer Konditormeister
- Duxelles – Nicolas Chalon du Blé, Marquis d’Uxelles, (1652–1730), französischer Marschall und Außenminister

## E
- Earl Grey Tee – Charles Grey, 2. Earl Grey (1764–1845), britischer Adliger und Premierminister
- Eggs Benedict – nach dem Bankier LeGrand Benedict oder dem Aktienhändler Lemuel Benedict († 1943)
- Esterházy (Beilage) – Familie Esterházy
- Esterházy-Torte – Paul III. Anton Esterházy de Galantha (1786–1866), ungarischer Diplomat
- Esterházy-Rostbraten – Nikolaus I. Joseph Esterházy de Galantha (1714–1790), Fürst aus dem Haus Esterházy[2]

## F
- Filet Wellington – Arthur Wellesley, 1. Herzog von Wellington (1769–1852), britischer Feldmarschall
- Fürst-Pückler-Eis, Fürst-Pückler-Torte – Hermann von Pückler-Muskau (1785–1871), deutscher Adliger

## G
- General Tso's Hühnchen – General Tso (1812–1885), chinesischer Staatsmann und Militär
- Girardirostbraten – Alexander Girardi (1850–1918), österreichischer Schauspieler
- Grahambrot – Sylvester Graham (1794–1851), amerikanischer Prediger
- Gung Bao (Gong Bao, Kung Pao, Kun Po) gebratene Hühnerbrust, scharf (bzw. Rind, Schwein, Ente) – Ding Baozhen (1820–1886), Vizekönig von China
- Gundel-Palatschinken – Károly Gundel (1883–1956), ungarischer Koch und Gastwirt

## K
- Kotelett à la Nelson – Horatio Nelson (1758–1805), britischer Admiral

## L
- Lady Grey Tee, Mary Elizabeth Grey (1764–1845), Ehefrau von Earl Grey
- Leibniz-Keks – Gottfried Wilhelm Leibniz (1646–1716), deutscher Philosoph
- Lucca-Augen (Toast), Lucca-Augen (Gebäck) – Pauline Lucca (1841–1908), österreichische Opernsängerin
- Lukullus – Lucius Licinius Lucullus (117–56 v. Chr.), römischer Senator und Feldherr
- Lumumba – Patrice Émery Lumumba (1925–1961), kongolesischer Politiker

## M
- Madeleines – Köchin Madeleine Paulmier[3] am Hof des Herzogs von Lothringen (18. Jahrhundert)
- Malakow-Torte – Aimable Pélissier (1794–1864), französischer Staatsmann, Herzog von Malakoff und Marschall von Frankreich
- Melba-Toast – Nellie Melba (1861–1931), australische Sängerin
- Mohrenkopf – Mauritius (Heiliger)
- Sauce Mornay – Philippe Duplessis-Mornay (1549–1623), französischer Staatsmann
- Mozartkugel – Wolfgang Amadeus Mozart (1756–1791), Komponist

## O
- Salat Olivier – Lucien Olivier (1838–1883), französischer Koch

## P
- Pavlova – Anna Pawlowna Pawlowa (1881–1931), russische Meistertänzerin des klassischen Balletts
- Pfirsich Melba – Nellie Melba (1861–1931), australische Sängerin
- Pizza Margherita – Margarethe von Italien (1851–1926), italienische Königin
- Praline – nur der Legende nach benannt nach César de Choiseul (1598–1675), Marschall von Frankreich, Graf von Plessis-Praslin, wahrscheinlicher vom französischen Verb: praliner = im Zucker bräunen.
- Prinzregententorte – Luitpold von Bayern (1821–1912), Prinzregent von Bayern

## R
- Rumfordsuppe – Benjamin Thompson, Graf Rumford (1753–1814), Militär und Experimentalphysiker
- Runeberg-Törtchen – Johan Ludvig Runeberg (1804–1877), finnischer Dichter

## S
- Sachertorte – Franz Sacher (1816–1907), österreichischer Konditor
- Sandwich – John Montagu, 4. Earl of Sandwich (1718–1792), britischer Diplomat und Staatsmann
- Sandwich Barros Luco – Ramón Barros Luco (1835–1919), chilenischer Politiker und Präsident
- Saint-Honoré-Torte – Honorius von Amiens († ca. 600), französischer Geistlicher, Bischof von Amiens
- Sarah-Bernhardt-Torte – Sarah Bernhardt (1844–1923), französische Bühnen- und später Filmschauspielerin
- Savarinkuchen – Jean Anthelme Brillat-Savarin (1755–1826), französischer Gastronomiekritiker
- Schillerlocke (Fisch), Schillerlocke (Gebäck) – Friedrich Schiller (1759–1805), deutscher Dichter
- Seezunge Lady Hamilton – Emma Hamilton (1765–1815), britische Künstlerin und Gesellschaftsdame
- Sauce Soubise, Soupe Soubise – Charles de Rohan, prince de Soubise (1715–1787), französischer Offizier und Staatsmann
- Crêpe Suzette – Suzette, Begleiterin des Prince of Wales Edward VII. bei einem Restaurantbesuch oder Suzanne Reichenberg (1853–1924), französische Schauspielerin; andere Herleitungen möglich
- Strongman Martin Hoi Pizza – Martin Hoi, österreichischer Strongman

## T
- Tetrazzini – Luisa Tetrazzini (1871–1940), italienische Opernsängerin
- Tournedos Rossini – Gioacchino Rossini (1792–1868), italienischer Komponist

## W
- Welfenspeise – Adelsgeschlecht der Welfen
- Wibele – Jakob Christian Carl Wibel, Hofkonditor in Langenburg

## V
- Sauce Villeroy – François Villeroy (1644–1730), französischer General und Marschall von Frankreich

## Z
- Zaunerstollen – nach Johann Zauner (1803–1868), dem Gründer der Konditorei Zauner in Bad Ischl